# Неретва
Неретва је река која протиче кроз Босну и Херцеговину и Хрватску и улива се у Јадранско море. На Неретви је изграђено више хидроцентрала. Највеће притоке Неретве су Рама, Требижат, Буна и Брегава. Дужина: 225 km (203 у Херцеговини).
Неретва тече кроз Динариде. Последњих 30 km ове реке се претварају у алувијалну делту, пре него што се улије у Јадранско море. 
На свом путу ка ушћу Неретва протиче кроз Коњиц, Јабланицу, Мостар, Чапљину, Почитељ, Метковић и Опузен. Највећи град на Неретви је Мостар.
Стари мост на Неретви у Мостару (кога су током рата у Босни срушиле јединице ХВО-а 1993, а који је реконструисан 2004. године) проглашен је од организације УНЕСКО за споменик светске културне баштине. 